# Громадянська війна у Венесуелі (1899—1902)
Громадянська війна у Венесуелі (1899—1902) — боротьба лібералів проти диктатури Чіпріано Кастро (при владі 1899—1908).

## Історія
1899 року андський плантатор Чіпріано Кастро, вкрай амбіційна особа, за підтримки свого друга Хуана Вісенте Гомеса зібрав справжню армію новобранців з Анд і підбурив повстання проти президента Ігнасіо Андраде. Вирушивши разом зі своїми прибічниками на столицю республіки Каракас, Кастро не зустрів практично ніякого опору. Коли заколотники вже були під самим містом, Андраде, у якого сил було значно менше, відмовився від влади; Кастро увійшов до міста й проголосив себе правителем країни.
Прихід до влади Кастро спровокував у країні громадянську війну, яка тривала три роки. Одна з найкривавіших та найважливіших битв тієї війни відбулась 17—19 липня і тривала 30 годин. В результаті битви 6000 лібералів, противників нового правителя країни, втративши близько 800 чоловік, були відкинуті за межі республіки.
1902 року Кастро в цілому вдалось придушити спротив.